# Linea internazionale del cambio di data

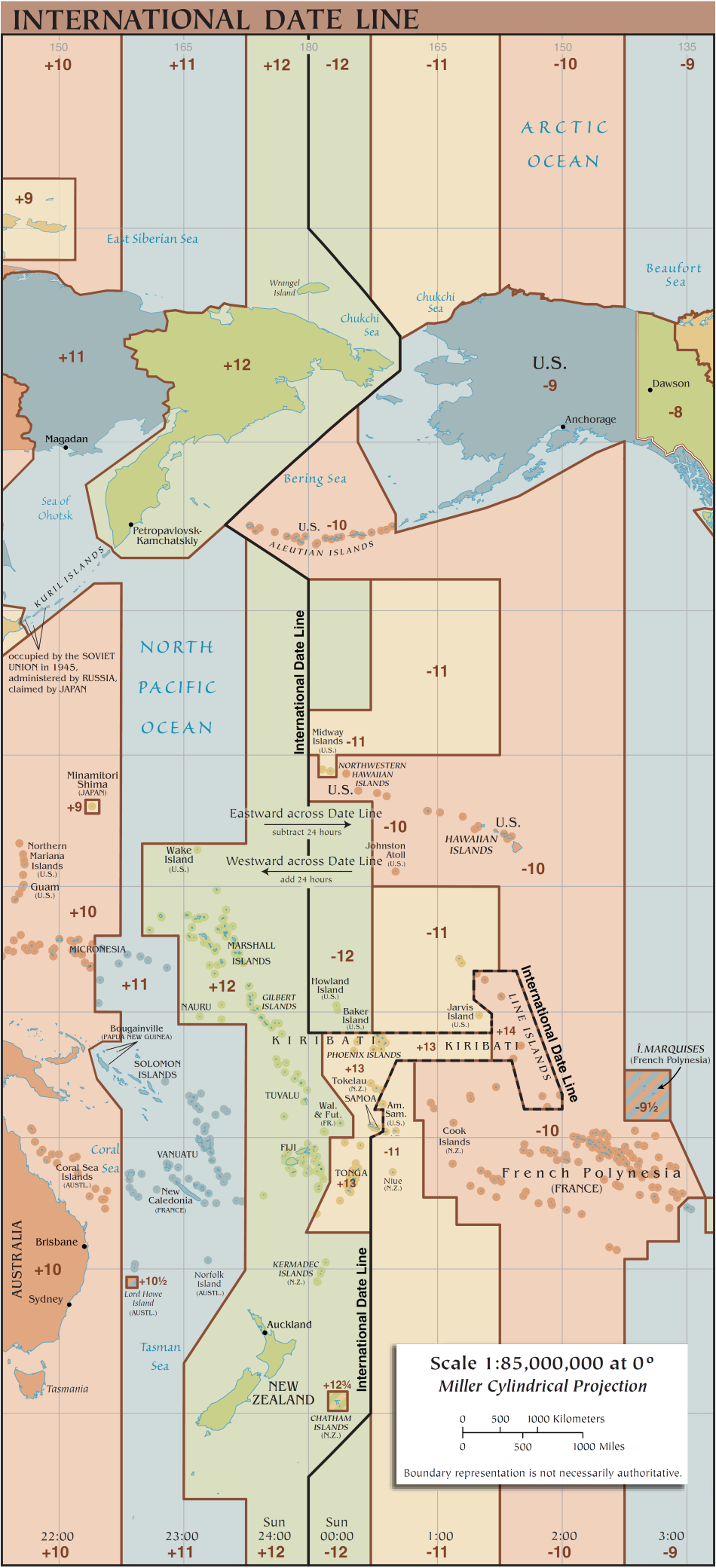
La linea del cambio di data intorno al 180º meridiano aggiornata al 1º gennaio 2012

La linea internazionale del cambio  data è una linea immaginaria sulla superficie terrestre, istituita nel 1884, che segue in gran parte il 180º meridiano. Ogni nuova data comincia allo scattare su di essa della mezzanotte e sarà assegnata ai diversi fusi orari in direzione del suo versante occidentale, ossia da est verso ovest, man mano che questi a loro volta supereranno la mezzanotte.
Nel momento in cui, per esempio, sulla linea di cambio scatta l'ora 00:00 nella zona dello stesso fuso orario ad ovest della linea sarà il 1º agosto mentre nel fuso orario appena ad est di essa sarà ancora il 31 luglio.
Chi viaggia e attraversa la linea dall'Asia verso l'America partendo da una zona che ha superato la mezzanotte deve considerare di trovarsi nella data del giorno precedente alla partenza, mentre varcandola in direzione opposta bisogna aumentare la data di un giorno.
Le navi in viaggio nell'oceano Pacifico eseguono il cambio di data tradizionalmente a mezzanotte. Si ponga questo esempio: sono le 09:00 UTC del 1º agosto e due navi in alto mare si stanno per incrociare sulla linea del cambio di data, una nave A diretta dall'Asia verso l'America che dunque sta sul fuso UTC+12 e il cui orologio segna le 21:00 del 1º agosto e una nave B diretta dall'America verso l'Asia che dunque sta sul fuso UTC-12 e il cui orologio segna le 21:00 del 31 luglio.
Cinque minuti dopo attraversano la linea e per ipotesi non attraversano un altro fuso orario fino allo scattare della mezzanotte, quando la nave A non cambierà la data segnando una sorta di 1º agosto "bis" mentre la nave B salterà dal 31 luglio direttamente al 2 agosto; in quel momento infatti: sono le 12:00 UTC del 1º agosto, le 00:00 del 1º agosto a est della linea (dove è ora la nave A, entrata in UTC-12), le 00:00 del 2 agosto a ovest della linea (lì è la nave B, entrata in UTC+12)

## Necessità della linea del cambio di data
In ciascun punto della Terra l'ora solare è stabilita in relazione alla posizione del sole. Questo era ciò che accadeva fino a quando le necessità di sincronizzare eventi legati alle comunicazioni (per esempio gli orari ferroviari) impose la necessità di adottare la stessa ora all'interno della stessa nazione o, in caso di nazioni molto estese, all'interno di una fascia longitudinale. Per poter poi sincronizzare le ore anche tra stati diversi nel corso dell'800 il mondo fu suddiviso in 24 fusi orari, ciascuno corrispondente ad una estensione longitudinale corrispondente ad 1/24 dell'angolo giro, cioè 15°. Così i fusi furono definiti ciascuno con riferimento ad un meridiano centrale spostato di + o - 15° rispetto ai meridiani centrali del fuso ad ovest e ad est rispettivamente; essendo la scelta della posizione dei meridiani arbitraria, venne scelto come meridiano 0 convenzionale, il meridiano di Greenwich e i meridiani centrali ad ovest vennero numerati in sequenza -1, -2, ... -12 mentre quelli ad est vennero numerati in sequenza +1, +2, ... +12. Di conseguenza, viaggiando verso ovest bisogna rimettere all'indietro l'orologio di un'ora ogni volta che si passa al fuso orario precedente; viceversa viaggiando verso est, bisogna mettere in avanti l'orologio di un'ora ogni volta che si passa al fuso orario seguente. Il problema è che agendo in questo modo compiendo un viaggio intorno al mondo, si accumulerebbero 24 ore in più o in meno a seconda che si viaggi verso est o verso ovest, ovvero un giorno intero.
I primi a rendersi conto di questo fenomeno furono i sopravvissuti della spedizione di Ferdinando Magellano. Arrivati alle isole di Capo Verde dopo aver circumnavigato il globo in direzione da est verso ovest e aver tenuto conto dei giorni trascorsi secondo il sole, i marinai erano convinti che fosse il 9 luglio 1522, ma scoprirono che in realtà era il 10 luglio.
Con l'epoca del colonialismo e delle comunicazioni intercontinentali secondo orari prestabiliti il problema di fissare in modo uniforme le date si impose sempre di più.
Così, nel corso della Conferenza internazionale dei meridiani di Washington del 1884 venne istituita la linea del cambio di data lungo il 180º meridiano, ovvero quello opposto al meridiano di Greenwich.

## Percorso
La denominazione "linea internazionale del cambio di data" può trarre in inganno, perché nessun documento o trattato ufficiale fissa l'effettivo percorso odierno della linea: il 180º meridiano attraversa in larga parte l'oceano; dove invece passa sulla terraferma, o dove separa isole facenti parte della stessa nazione, pone problemi di natura amministrativa che hanno portato a numerose correzioni al percorso della linea di cambio data, in modo da garantire un'unica data in uso nello stesso Paese.
Queste correzioni furono tutte stabilite unilateralmente dai paesi interessati. La linea oggi indicata nelle carte geografiche e negli atlanti si basa sostanzialmente sulle indicazioni della marina militare degli Stati Uniti, in quanto maggiore potenza dell'area del Pacifico.
A nord la linea compie una deviazione verso est per attraversare lo Stretto di Bering tra Russia e Stati Uniti dividendo le Isole Diomede.
Le Isole Aleutine, territorio degli Stati Uniti, vengono invece passate a ovest. A sud sono alcune isole appartenenti alla Nuova Zelanda a deviare la linea verso est.
Nel Pacifico centrale, la linea è stata spostata nel 1995 in direzione orientale per evitare l'attraversamento delle acque di Kiribati, stato della Micronesia, le cui isole sperdute sono distribuite su milioni di chilometri quadrati. Fino a quel momento, uffici statali e aziende ai due lati della linea potevano comunicare solo nei quattro giorni della settimana che erano giorni feriali da entrambe le parti. Questa correzione, avvenuta unilateralmente da parte dello stato gilbertese, non è stata però adottata da tutti i geografi e alcuni atlanti continuano a disegnare la linea come una retta. L'atollo più orientale di Kiribati divenne così la prima parte del mondo a entrare nell'anno nuovo (la sua isola più spostata a est, l'isola Carolina, si trova alle coordinate 9°57′S 150°13′W). Specie nel 2000, questo fatto è stato ampiamente utilizzato ai fini del marketing turistico.
Un'ulteriore correzione è avvenuta alla fine del 2011 quando sono passati ad ovest della linea le isole Samoa e Tokelau, tre piccoli atolli dipendenti dalla Nuova Zelanda.

## Casi storici e particolari

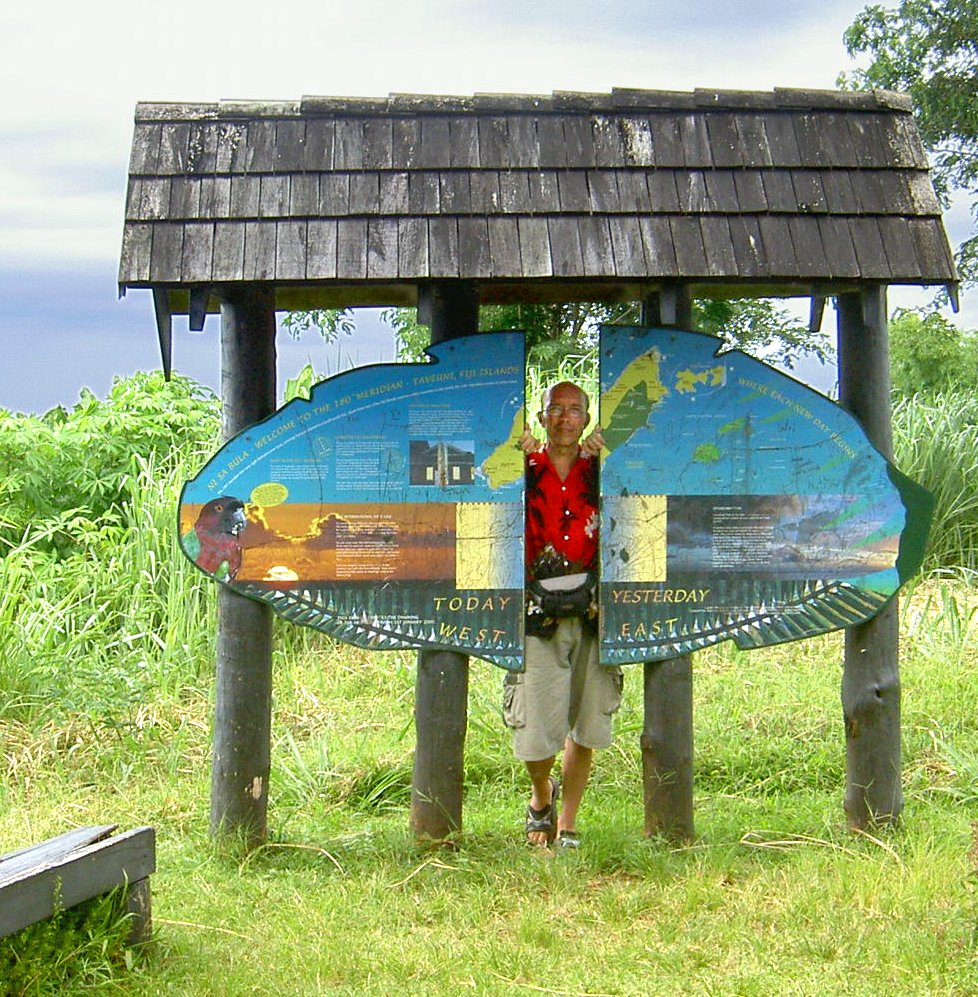
Installazione "Tra ieri e oggi" posta sul 180º meridiano sull'isola di Taveuni (Figi)

- Per diversi secoli le Filippine hanno avuto un calendario con un giorno di ritardo rispetto ai paesi asiatici posti a latitudine simile; questo perché l'arcipelago fu colonia spagnola da metà del 1500 al 1898. Essendo stata colonizzata da Magellano durante il suo viaggio di circumnavigazione da est a ovest, fu naturale che il suo calendario fosse sin dall'inizio coerente con una temporizzazione definita da viaggi provenienti dall'America. E poiché anche nei secoli seguenti l'arcipelago comunicava soprattutto con l'America Latina, fu naturale continuare a seguire questa temporizzazione. Quando però, nei primi decenni del 1800, si verificò l'indipendenza delle nazioni sudamericane, le comunicazioni delle Filippine (che continuarono a far parte dell'impero coloniale spagnolo fino alla fine del secolo) dovettero rivolgersi alla via più breve verso la Spagna, cioè verso l'area del Sud-est asiatico; così le autorità spagnole decisero che fosse più conveniente uniformarsi alla data dei paesi vicini il cui calendario era un giorno in avanti. Quindi il 30 dicembre 1844 fu seguito immediatamente dal 1º gennaio 1845.
- La stessa cosa è accaduta alle Isole della Fenice a cavallo fra il 1994 e il 1995 e a Samoa fra il 2011 e il 2012.
- Sempre per problemi di "comunicazione", lo stato di Tonga ha un fuso orario definito UTC+13, mentre l'arcipelago delle Sporadi Equatoriali (appartenenti a Kiribati) ha il fuso orario UTC+14.
- All'interno dello Stretto di Bering, le Isole Diomede, una di sovranità russa, l'altra statunitense, al largo rispettivamente di Siberia e Alaska e distanti tra loro circa tre chilometri, sono tagliate dalla linea del cambio di data: ne risulta che l'isola minore, quella orientale e statunitense, è un giorno indietro nonostante sia visibilissima dall'isola russa. Questo è l'unico caso in cui la linea non passa in mare aperto e perciò lontana dalla terraferma.
- Nell'Antartide, invece, la linea percorre un lungo tratto di terraferma e termina al Polo Sud: è pertanto possibile cambiare data spostandosi sulla terraferma. Analogamente, nello Stretto di Bering, ghiacciato per molti mesi l'anno, si può raggiungere una delle due isole Diomede partendo a piedi dall'altra.
- Uno dei maggiori contributi alla consapevolezza del problema è stato dato dal racconto di Jules Verne, Il giro del mondo in 80 giorni, che ha fatto riflettere generazioni di lettori di tutto il mondo sulle problematiche legate alla definizione di fuso orario e sulle apparenti contraddizioni che potevano nascere prima della definizione della linea del cambiamento di data. Viaggiando da ovest verso est il protagonista, Phileas Fogg, segue l'orario solare del luogo in cui si trovava aggiustando così l'orologio di un totale di un'ora avanti ogni 15° di latitudine percorsi. Di conseguenza alla fine del viaggio conta 80 giorni, mentre invece per chi era rimasto a Londra ne erano trascorsi solo 79[3][4].